# Luncavița (Tulcea megye)
Luncavița község Tulcea megyében, Dobrudzsában, Romániában. A hozzá tartozó település Rachelu.

## Fekvése
A település az ország délkeleti részén található, a megyeszékhelytől, Tulcsától ötvennégy kilométerre északnyugatra.

## Története
Régi török neve Likaviçe. Első írásos említése 1573-ból való.

## Lakossága
A nemzetiségi megoszlás a következő:
| 2002      | 2002 | 2002   |
| --------- | ---- | ------ |
| Románok   | 7072 | 99,97% |
| Törökök   | 1    | 0,01%  |
| Lipovánok | 1    | 0,01%  |
| Összesen  | 7074 | 100,0% |